# 신서유기
《신서유기》는 대한민국의 방송채널 tvN과 포털 사이트 네이버TV에서 방영한 리얼 버라이어티로, 아시아 각지를 돌아 다니면서 다양한 체험을 하는 예능 프로그램이다.
2016년 4월 19일부터 시즌 2가 방송되었으며, 2017년 1월 8일에는 시즌 3, 2017년 6월 13일에는 시즌 4, 2018년 9월 30일부터 시즌 5가 방영되었다. 2018년 10월 28일부터는 시즌 5에서 시즌 6로 변경되어 방영되었다. 다음으로 2019년 10월 25일부터 2020년 1월 3일까지 시즌 7이 방영되었고, 2020년 10월 9일부터 2020년 12월 18일까지 시즌 8이 방영되었다.

## 개요
- KBS 2TV에서 방송했던 《해피 선데이 - 1박 2일 시즌1》의 멤버들이자 해당 프로그램의 멤버들 가운데 강호동, 이수근, 은지원, 이승기로 초기 출연진이 구성되었으며, 연출 또한 그 프로그램의 연출을 담당한 나영석 PD가 맡았다.
- 중국의 소설 《서유기》에 나오는 주인공을 바탕으로 한 리얼버라이어티 웹 전용 콘텐츠 방송이다.
- 2015년 9월 4일부터 시즌1 인터넷판 방송이 시작되었으며, 2016년 4월 8일부터 시즌1 TV판이 방영되었다.
- 2016년 4월 19일부터 시즌2(부제: 언리미티드) 인터넷판 방송이 시작되었으며, 4월 22일부터 시즌2(부제: 언리미티드) TV판이 방영되었다. 
 시즌2에서는 군복무 중인 이승기를 대신해 새 멤버로 안재현을 캐스팅하였다.
- 2017년 1월 5일부터 신서유기 시즌2.5/시즌2.8 인터넷판 방송이 시작되었으며, 1월 8일부터 시즌3 TV판이 방영되었고 
시즌3에서는 새 멤버로 규현, 송민호를 캐스팅하였다.
- 2017년 6월 13일부터 신서유기 시즌4(부제: 지옥의 묵시록) TV판이 방송되었다.
- 2018년 9월 30일부터 신서유기 시즌5(부제: (귀)신과함께) TV판이 방송되었다. 
 시즌5에서는 군복무 중인 규현을 대신해 피오가 캐스팅되었다.
- 2018년 10월 28일부터 신서유기 시즌6(부제: 거봉거봉거봉거봉) TV판이 시즌5 도중 전환되었다.
- 2018년 8월 11일에는 강호동의 부친상으로 인해 신서유기 촬영이 중단되었으며, 이 때문에 18.11.18 방송분에서는 추가 촬영분인 신서유기6.5 - '슬기로운 삼시세끼편'이 대체 방송되었다. TV 방송판 신서유기중에서 가장 짧은 시즌이다.
- 신서유기 7이 한국갤럽이 선정하는 12월 한국인이 가장 좋아하는 TV 프로그램 1위에 올랐다.[3]
- 2020년 10월 9일부터는 신서유기 8[4]이 방영되었다.

## 역사
- 2015년 8월 17일: tvN 신서유기 기획 발표
- 2015년 8월 20일: tvN 신서유기 촬영시작
- 2015년 9월 1일: tvN 신서유기 제작 발표회
- 2015년 9월 4일: tvN 신서유기 인터넷판 방송 시작
- 2015년 10월 2일: tvN 신서유기 인터넷판 종영
- 2016년 4월 8일: tvN 신서유기 TV판 방송 시작
- 2016년 4월 15일: tvN 신서유기 TV판 종영
- 2016년 4월 19일: tvN 신서유기2 - 언리미티드 인터넷판 방송 시작
- 2016년 4월 22일: tvN 신서유기2 - 언리미티드 TV판 방송 시작
- 2016년 6월 14일: tvN 신서유기2 - 언리미티드 인터넷판 종영
- 2016년 6월 17일: tvN 신서유기2 - 언리미티드 TV판 종영
- 2017년 1월 5일: tvN 신서유기2.5/tvN 신서유기2.8 인터넷판 방송 시작
- 2017년 1월 6일: tvN 신서유기2.5/tvN 신서유기2.8 인터넷판 종영
- 2017년 1월 8일: tvN 신서유기3 TV판 방송 시작
- 2017년 3월 12일: tvN 신서유기3 TV판 종영
- 2017년 6월 13일: tvN 신서유기4 - 지옥의 묵시록 TV판 방송 시작
- 2017년 8월 22일: tvN 신서유기4 - 지옥의 묵시록 TV판 종영
- 2018년 9월 30일: tvN 신서유기5 TV판 - (귀)신과함께 방송 시작
- 2018년 10월 28일: tvN 신서유기5 TV판 - (귀)신과함께 종영 ~ tvN 신서유기6 - 거봉거봉거봉거봉 TV판 0.5회 방송 시작
- 2018년 11월 4일: tvN 신서유기6 - 거봉거봉거봉거봉 TV판 1회 방송 시작 (방송사에서 11.04방송분을 1회로 지정하였기 때문에 10.28 방송분을 0.5회로 변경)
- 2018년 11월 18일: 강호동의 부친상으로 인해 촬영을 중단하였기 때문에 추가 촬영분으로 신서유기 6.5 슬기로운 삼시세끼로 변경되어 방송되었다.
- 2019년 10월 25일: tvN 신서유기7 TV판 - 홈커밍 방송 시작
- 2020년 1월 3일: tvN 신서유기7 TV판 종영
- 2020년 10월 9일: tvN 신서유기8 TV판 - 옛날 옛적에 방송 시작
- 2020년 12월 18일: tvN 신서유기8 TV판 종영[5]
- 2021년 5월 7일: tvN 신서유기 최초 티빙 오리지널 방송(신서유기 스프링캠프)

## 출연진
- 강호동(시즌1 ~)
- 이수근(시즌1 ~)
- 은지원(시즌1 ~)
- 이승기(시즌1)
- 안재현(시즌2 ~ 시즌6, 시즌9 ~)
- 조규현(시즌3 ~ 시즌4, 시즌7 ~)
- 송민호(시즌3 ~[6])
- 피오(시즌5 ~)

### 역대 출연표
| 시즌   | 출연진 | 출연진 | 출연진 | 출연진 | 출연진 | 출연진 | 출연진 |
| ------ | ------ | ------ | ------ | ------ | ------ | ------ | ------ |
| 시즌 1 | 강호동 | 이수근 | 은지원 | 이승기 |        |        |        |
| 시즌 2 | 강호동 | 이수근 | 은지원 | 안재현 |        |        |        |
| 시즌 3 | 강호동 | 이수근 | 은지원 | 안재현 | 규현   | 송민호 |        |
| 시즌 4 | 강호동 | 이수근 | 은지원 | 안재현 | 규현   | 송민호 |        |
| 시즌 5 | 강호동 | 이수근 | 은지원 | 안재현 |        | 송민호 | 피오   |
| 시즌 6 | 강호동 | 이수근 | 은지원 | 안재현 |        | 송민호 | 피오   |
| 시즌 7 | 강호동 | 이수근 | 은지원 |        | 규현   | 송민호 | 피오   |
| 시즌 8 | 강호동 | 이수근 | 은지원 |        | 규현   | 송민호 | 피오   |
| 시즌 9 | 강호동 | 이수근 | 은지원 | 안재현 | 규현   | 송민호 | 피오   |

## 역대 방문지
| 시즌    | 방영일 | 방문지 | 출연진                                       |
| ------- | --- | --- | -------------------------------------------- |
| 1       | 2016년 4월 8일 ~ 2016년 4월 15일                                                                                           | 중화인민공화국 시안 | 강호동, 이수근, 은지원, 이승기               |
| 2       | 2016년 4월 22일 ~ 2016년 6월 17일                                                                                          | 중화인민공화국 청두, 리장 | 강호동, 이수근, 은지원, 안재현               |
| 3       | 2017년 1월 8일 ~ 2017년 3월 12일                                                                                           | 중화인민공화국 구이린, 샤먼시 | 강호동, 이수근, 은지원, 안재현, 송민호, 규현 |
| 4       | 2017년 6월 13일 ~ 2017년 8월 22일                                                                                          | 베트남 (사파, 하노이) | 강호동, 이수근, 은지원, 안재현, 송민호, 규현 |
| 5,6 6.5 | 2018년 9월 30일 ~ 2018년 10월 29일 (시즌 5 TV 판 방송 종영) 2018년 11월 18일 ~ 2018년 11월 25일 (시즌 6.5 TV 판 방송 종영) | 시즌 5 : 홍콩 시즌 6 : 일본 홋카이도 후라노시, 아사히카와시, 대한민국 서울특별시 마포구 상암동 시즌 6.5 : 대한민국 서울특별시 상암동, 대한민국 충청남도 태안군 안면도                                                                                     | 강호동, 이수근, 은지원, 안재현, 송민호, 피오 |
| 7       | 2019년 10월 25일 ~ 2020년 1월 3일                                                                                          | - 세계 도사 특집 : 대한민국 충청남도 공주시 - 레트로 특집 : 대한민국 강원도 속초시, 고성군 - 동심 특집 : 대한민국 서울특별시, 경기도 용인시 - 글로벌 특집 : 대한민국 서울특별시 마포구 상암동, 인천광역시 강화군 - 시네마 특집 : 대한민국 경상남도 밀양시 | 강호동, 이수근, 은지원, 송민호, 규현, 피오   |
| 8       | 2020년 10월 9일 ~ 2020년 12월 18일                                                                                         | - 신흥부전 : 대한민국 지리산 - 단합대회 : 대한민국 강원도 영월군 주천면 - 별주부전 : 대한민국 제주특별자치도 제주시 추자면, 제주특별자치도 | 강호동, 이수근, 은지원, 송민호, 규현, 피오   |

## 컨셉 및 캐릭터
| 시즌 | 부제              | 컨셉             | 멤버                   | 캐릭터                        |
| ---- | ----------------- | ---------------- | ---------------------- | ----------------------------- |
| 1    | 날아라 슈퍼형제   | 서유기           | 강호동                 | 저팔계                        |
| 1    | 날아라 슈퍼형제   | 서유기           | 이수근                 | 손오공                        |
| 1    | 날아라 슈퍼형제   | 서유기           | 은지원                 | 사오정                        |
| 1    | 날아라 슈퍼형제   | 서유기           | 이승기                 | 삼장법사                      |
| 2    | 언리미티드        | 서유기           | 강호동                 | 저팔계                        |
| 2    | 언리미티드        | 서유기           | 이수근                 | 삼장법사                      |
| 2    | 언리미티드        | 서유기           | 은지원                 | 손오공                        |
| 2    | 언리미티드        | 서유기           | 안재현                 | 사오정                        |
| 3    | -                 | 서유기           | 강호동                 | 저팔계                        |
| 3    | -                 | 서유기           | 이수근                 | 무천도사                      |
| 3    | -                 | 서유기           | 은지원                 | 브루마                        |
| 3    | -                 | 서유기           | 안재현                 | 삼장법사                      |
| 3    | -                 | 서유기           | 규현                   | 손오공                        |
| 3    | -                 | 서유기           | 송민호                 | 사오정                        |
| 4    | 지옥의 묵시록     | 서유기, 드래곤볼 | 강호동                 | 저팔계                        |
| 4    | 지옥의 묵시록     | 서유기, 드래곤볼 | 이수근                 | 피콜로                        |
| 4    | 지옥의 묵시록     | 서유기, 드래곤볼 | 은지원                 | 손오공                        |
| 4    | 지옥의 묵시록     | 서유기, 드래곤볼 | 안재현                 | 삼장법사                      |
| 4    | 지옥의 묵시록     | 서유기, 드래곤볼 | 규현                   | 사오정                        |
| 4    | 지옥의 묵시록     | 서유기, 드래곤볼 | 송민호                 | 크리링                        |
| 5    | (귀)신과함께      | 귀신             | 강호동                 | 가오나시                      |
| 5    | (귀)신과함께      | 귀신             | 이수근                 | 처키                          |
| 5    | (귀)신과함께      | 귀신             | 은지원                 | 저승사자                      |
| 5    | (귀)신과함께      | 귀신             | 안재현                 | 강시                          |
| 5    | (귀)신과함께      | 귀신             | 송민호                 | 처녀귀신                      |
| 5    | (귀)신과함께      | 귀신             | 피오                   | 드라큘라                      |
| 6    | 거봉거봉거봉      | 과일             | 강호동                 | 수박                          |
| 6    | 거봉거봉거봉      | 과일             | 이수근                 | 배                            |
| 6    | 거봉거봉거봉      | 과일             | 은지원                 | 농부                          |
| 6    | 거봉거봉거봉      | 과일             | 안재현                 | 복숭아                        |
| 6    | 거봉거봉거봉      | 과일             | 송민호                 | 포도                          |
| 6    | 거봉거봉거봉      | 과일             | 피오                   | 새싹                          |
| 6.5  | 슬기로운 삼시세끼 | -                | 분장 없음              | 분장 없음                     |
| 7    | 홈커밍            | 도사             | 강호동                 | 신묘한                        |
| 7    | 홈커밍            | 도사             | 이수근                 | 무릎팍도사                    |
| 7    | 홈커밍            | 도사             | 은지원                 | 간달프                        |
| 7    | 홈커밍            | 도사             | 규현                   | 지니                          |
| 7    | 홈커밍            | 도사             | 송민호                 | 무도사                        |
| 7    | 홈커밍            | 도사             | 피오                   | 배추도사                      |
| 7    | 홈커밍            | 레트로           | 강호동                 | 박진영                        |
| 7    | 홈커밍            | 레트로           | 이수근                 | 이정현                        |
| 7    | 홈커밍            | 레트로           | 은지원                 | 비                            |
| 7    | 홈커밍            | 레트로           | 규현                   | 배용준                        |
| 7    | 홈커밍            | 레트로           | 송민호                 | 붉은악마                      |
| 7    | 홈커밍            | 레트로           | 피오                   | 임수정                        |
| 7    | 홈커밍            | 신스머프         | 강호동                 | 파파 스머프                   |
| 7    | 홈커밍            | 신스머프         | 이수근                 | 스머페트                      |
| 7    | 홈커밍            | 신스머프         | 은지원                 | 투덜이                        |
| 7    | 홈커밍            | 신스머프         | 규현                   | 똘똘이                        |
| 7    | 홈커밍            | 신스머프         | 송민호                 | 편리 스머프                   |
| 7    | 홈커밍            | 신스머프         | 피오                   | 허영이                        |
| 7    | 홈커밍            | 세계여행         | 강호동                 | 판다                          |
| 7    | 홈커밍            | 세계여행         | 이수근                 | 카를로스                      |
| 7    | 홈커밍            | 세계여행         | 은지원                 | 산타클로스                    |
| 7    | 홈커밍            | 세계여행         | 규현                   | 자유의 여신상                 |
| 7    | 홈커밍            | 세계여행         | 송민호                 | 클레오파트라                  |
| 7    | 홈커밍            | 세계여행         | 피오                   | 파라오                        |
| 7    | 홈커밍            | 시네마           | 강호동                 | 최익현 <범죄와의전쟁>         |
| 7    | 홈커밍            | 시네마           | 이수근                 | 아바타                        |
| 7    | 홈커밍            | 시네마           | 은지원                 | E.T                           |
| 7    | 홈커밍            | 시네마           | 규현                   | 조커                          |
| 7    | 홈커밍            | 시네마           | 송민호                 | 잭 스패로우 <캐리비안의 해적> |
| 7    | 홈커밍            | 시네마           | 피오                   | 올라프 <겨울왕국>             |
| 8    | 옛날 옛적에       | 신흥부전         | 강호동                 | 흥부 아들                     |
| 8    | 옛날 옛적에       | 신흥부전         | 이수근                 | 박                            |
| 8    | 옛날 옛적에       | 신흥부전         | 은지원                 | 앵그리제비                    |
| 8    | 옛날 옛적에       | 신흥부전         | 규현                   | 놀부 부인                     |
| 8    | 옛날 옛적에       | 신흥부전         | 피오                   | 놀부                          |
| 8    | 옛날 옛적에       | 신흥부전         | 송민호                 | 흥부                          |
| 8    | 옛날 옛적에       | 단합대회         | 단체 단합티 & 판다분장 | 단체 단합티 & 판다분장        |
| 8    | 옛날 옛적에       | 별주부전         | 강호동                 | 돌돔                          |
| 8    | 옛날 옛적에       | 별주부전         | 이수근                 | 톳                            |
| 8    | 옛날 옛적에       | 별주부전         | 은지원                 | 용왕                          |
| 8    | 옛날 옛적에       | 별주부전         | 규현                   | 감성돔                        |
| 8    | 옛날 옛적에       | 별주부전         | 송민호                 | 자라                          |
| 8    | 옛날 옛적에       | 별주부전         | 피오                   | 참돔                          |

## 시청률
* 아래의 표는 AGB닐슨 미디어 리서치에서 공개한 시청률을 바탕으로 작성된 것이다. 빨간색 글씨는 최고 시청률, 파란색 글씨는 최저 시청률을 나타내고, 초록색 글씨는 똑같은 시청률을 나타낸다.

### 시즌 1
| 회차 | 방송일자        | AGB시청률 |
| ---- | --------------- | --------- |
| 1화  | 2016년 4월 8일  | 2.702%    |
| 2화  | 2016년 4월 15일 | 2.721%    |

### 시즌 2
| 회차 | 방송일자        | AGB시청률 |
| ---- | --------------- | --------- |
| 1화  | 2016년 4월 22일 | 2.722%    |
| 2화  | 2016년 4월 29일 | 2.688%    |
| 3화  | 2016년 5월 6일  | 2.746%    |
| 4화  | 2016년 5월 13일 | 5.012%    |
| 5화  | 2016년 5월 20일 | 3.662%    |
| 6화  | 2016년 5월 27일 | 3.480%    |
| 7화  | 2016년 6월 3일  | 2.862%    |
| 8화  | 2016년 6월 10일 | 3.660%    |
| 9화  | 2016년 6월 17일 | 3.830%    |

### 시즌 3(2.5)
| 회차 | 방송일자        | AGB시청률 |
| ---- | --------------- | --------- |
| 1화  | 2017년 1월 8일  | 3.618%    |
| 2화  | 2017년 1월 15일 | 3.538%    |
| 3화  | 2017년 1월 22일 | 3.619%    |
| 4화  | 2017년 1월 29일 | 3.071%    |
| 5화  | 2017년 2월 5일  | 3.529%    |
| 6화  | 2017년 2월 12일 | 3.132%    |
| 7화  | 2017년 2월 19일 | 3.540%    |
| 8화  | 2017년 2월 26일 | 3.706%    |
| 9화  | 2017년 3월 5일  | 3.355%    |
| 10화 | 2017년 3월 12일 | 2.839%    |
| 11화 | 2017년 3월 17일 | TBA%      |

### 시즌 4
| 회차 | 방송일자        | AGB시청률 |
| ---- | --------------- | --------- |
| 1화  | 2017년 6월 13일 | 3.299%    |
| 2화  | 2017년 6월 20일 | 2.766%    |
| 3화  | 2017년 6월 27일 | 3.534%    |
| 4화  | 2017년 7월 4일  | 3.762%    |
| 5화  | 2017년 7월 11일 | 3.244%    |
| 6화  | 2017년 7월 18일 | 4.329%    |
| 7화  | 2017년 7월 25일 | 3.474%    |
| 8화  | 2017년 8월 1일  | 4.423%    |
| 9화  | 2017년 8월 8일  | 4.624%    |
| 10화 | 2017년 8월 15일 | 5.119%    |
| 11화 | 2017년 8월 22일 | 3.921%    |

### 시즌 5
| 회차 | 방송일자         | AGB시청률 |
| ---- | ---------------- | --------- |
| 1화  | 2018년 9월 30일  | 5.7%      |
| 2화  | 2018년 10월 7일  | 4.8%      |
| 3화  | 2018년 10월 14일 | 5.3%      |
| 4화  | 2018년 10월 21일 | 4.6%      |
| 5화  | 2018년 10월 28일 | 4.8%      |

### 시즌 6
| 회차  | 방송일자         | AGB시청률 |
| ----- | ---------------- | --------- |
| 0.5화 | 2018년 10월 28일 | 4.8%      |
| 1화   | 2018년 11월 4일  | 5.6%      |
| 2화   | 2018년 11월 11일 | 6.3%      |
| 3화   | 2018년 11월 18일 | 6.6%      |
| 4화   | 2018년 11월 25일 | 6.8%      |
| 5화   | 2018년 12월 2일  | %         |

### 시즌 7
| 회차 | 방송일자         | AGB시청률 |
| ---- | ---------------- | --------- |
| 1회  | 2019년 10월 25일 | 5.7%      |
| 2회  | 2019년 11월 1일  | 6.6%      |
| 3회  | 2019년 11월 8일  | 6.0%      |
| 4회  | 2019년 11월 15일 | 6.4%      |
| 5회  | 2019년 11월 22일 | 5.5%      |

### 시즌 8
| 회차             | 방송일자         | AGB시청률 |
| ---------------- | ---------------- | --------- |
| 1회              | 2020년 10월 9일  | 5.3%      |
| 2회              | 2020년 10월 16일 | 5.0%      |
| 3회              | 2020년 10월 23일 | 4.3%      |
| 4회              | 2020년 10월 30일 | 5.4%      |
| 5회              | 2020년 11월 6일  | 5.1%      |
| 6회              | 2020년 11월 13일 | 5.5%      |
| 7회              | 2020년 11월 20일 | 5.1%      |
| 8회              | 2020년 11월 27일 | 5.9%      |
| 9회              | 2020년 12월 4일  | 6.4%      |
| 10회             | 2020년 12월 11일 | 6.7%      |
| 최종회(미방송분) | 2020년 12월 18일 | 불명      |

## 외전
신서유기4에서 비롯된 신서유기 외전 '꽃보다 청춘 위너'와 강식당이 방영되었다.

### 꽃보다 청춘 위너
'꽃보다 청춘 위너'는 위너 멤버인 강승윤, 김진우, 이승훈, 송민호가 호주로 액티비티를 즐기고 은하수를 보는 등 청춘으로서 떠나는 여행기를 보여준다.

### 강식당
강식당은 신서유기 멤버 6명이 제주도 한림읍 모처에 강식당을 열고 추첨을 통해 선발된 10팀 내외의 손님에게 '강호동까스'를 선보였다. 짧게 5회 방송으로 이루어졌으며, 마지막회는 평균 시청률 8.3%, 최고 9.1%를 달성했다.
신서유기5, 6 감독판 에서는 강식당 시즌2를 예고하였다.

## 해외 연수
이수근, 은지원 1회
- 삼시세끼 - 아이슬란드 간 세끼 (이수근, 은지원)

## 채널 십오야
- 은지원, 송민호 - 3회
- 이수근, 조규현 - 2회
- 강호동, 안재현, 표지훈 - 1회

- 아이슬란드 간 세끼(이수근, 은지원)
- 라끼남 (강호동)
- 마포 멋쟁이 (송민호, 표지훈)
- 삼시네세끼 (은지원)
- 나홀로 이식당 (이수근)
- 언제까지 어깨춤을 추게 할거야 (조규현)
- 송민호의 파일럿 (송민호)
- 운동천재 안재현 (안재현)
- 내 어깨를 봐 탈골됐잖아 (은지원, 조규현, 송민호)

## 스프링 캠프
신서유기 멤버들이 시즌 9를 시작하기 전 팀워크를 다지기 위해 간 캠핑을 담았다. 휴식기를 가졌던 안재현이 스프링 캠프에 깜짝 합류하면서 시즌 9에는 강호동, 이수근, 은지원, 규현, 안재현, 송민호, 피오가 출연했다.

## 수상
- 2020년 브랜드 고객충성도 대상 프로그램 리얼버라이어티 부문

## 같이 보기
- 1박 2일
- 강식당
- 꽃보다 청춘
- 나영석
- 삼시세끼 - 아이슬란드 간 세끼
- 라끼남: 라면 끼리는 남자
- 마포 멋쟁이
- 삼시네세끼
- 나홀로 이식당
- 언제까지 어깨춤을 추게 할거야
- tvN
- XtvN
- O tvN